# Toro (I Cavalieri dello zodiaco)
Toro (牡牛座のアルデバラン?, Taurusu no Arudebaran) è un personaggio della serie di anime e manga I Cavalieri dello zodiaco, creata da Masami Kurumada nel 1986.
È un cavaliere d'oro, appartenente alla costellazione del Toro.
Nella traduzione italiana del manga viene chiamato Aldebaran del Toro, traduzione fedele del nome originale, mentre nella versione italiana dell'anime viene chiamato Toro, risultando l'unico tra i Cavalieri d'Oro a essere indicato con il corrispettivo in italiano del segno zodiacale.

## Creazione e concezione
Kurumada introduce Aldebaran per la prima volta nel capitolo 29 dell'opera, contenuto nel volume 8 del suo manga, presentandolo come il Cavaliere d'Oro della Seconda casa dello Zodiaco al Santuario di Atene, il Palazzo del Toro d'oro. È l'unico dei dodici cavalieri d'Oro a non apparire o non avere alcun ruolo direttamente o indirettamente nell'arco narrativo sino alla sua apparizione.
Il nome originale del guerriero deriva dalla stella Aldebaran, la più luminosa della costellazione del Toro.
Per la sua mole e la sua forza è soprannominato il "toro selvatico d'oro".
Originariamente Kurumada ha concepito Aldebaran come un guerriero tranquillo e possente, dalla lunga e folta chioma bionda e uno stile di combattimento prevalentemente d'attesa.
Nella trasposizione animata i realizzatori hanno deciso di rendere Aldebaran con tratti del viso più marcati e con capelli corti e di colore scuro (generalmente viola, in alcuni frangenti bruni). Il personaggio torna ad avere capelli lunghi, ma viola, negli OAV di Hades e in Soul of Gold.
È il Cavaliere d'Oro più imponente e forte fisicamente: alto 2,10 m è dotato di una forza fisica pressoché sovraumana e secondo in prestanza fisica soltanto ad Argetti di Heracles.
Dai dati forniti da Kurumada, Aldebaran è divenuto cavaliere d'oro all'età di sette anni ed è brasiliano di origine: quest'ultimo aspetto, data la poca frequenza di personaggi brasiliani nelle opere giapponesi, ha reso il personaggio piuttosto popolare in Brasile, dove Saint Seiya ha avuto un grande successo e seguito.

### Personalità del personaggio
Aldebaran è molto differente dagli altri cavalieri d'oro, decisamente più astiosi o irriverenti nei confronti degli avversari e rimane quasi sempre pacato e in posizione d'attesa.
Nonostante l'entrata in scena minacciosa Aldebaran si rivela presto il classico "gigante buono", mostrandosi contrariato di dovere eliminare Seiya mentre pensa ad alta voce, ritenendolo un bravo ragazzo e un giovane di talento. Il dato che Aldebaran non incontri grosse difficoltà ad affrontare i cavalieri di bronzo e che in realtà freni i suoi colpi viene confermato da Mur in una conversazione successiva allo scontro che dice al custode della seconda casa che avrebbe potuto spazzarli tutti via con la sola forza di un dito, oltre che dall'episodio successivo della battaglia con Niobe, fatto esplodere con un colpo solo. Fuori dagli scontri Aldebaran mostra un carattere molto ilare e scherzoso: quando Seiya riesce nell'impresa di staccargli il corno, invece di infuriarsi scoppia in una fragorosa risata e chiude il combattimento con una battuta. Questo lato giocoso del carattere emerge anche in Episode G, dove si scopre che la sua passione è l'acquisto di souvenir che compra in enorme quantità vicino al Jamir (suscitando l'ira di Aiolia).
A dispetto del carattere bonario Aldebaran è comunque un personaggio molto acuto e dotato di grande senso di giustizia, notando subito come gli avversari che ha di fronte non siano dei traditori e usurpatori delle armature che indossano e permettendo loro di oltrepassare il proprio tempio perché meritevoli. Nel manga dirà a Mur che il combattimento e lo spirito nobile dei suoi avversari hanno ulteriormente alimentato dubbi che già aveva in merito al Grande Sacerdote, mentre nell'anime non dubita della legittimità del Grande Sacerdote ma subito si domanda se la missione che gli è stata affidata non sia in realtà frutto di una valutazione sbagliata. Una volta scoperta la vera identità del Sacerdote si schiera immediatamente dalla parte di Atena. La lealtà ad Atena lo porta spesso al sacrificio per la vita di Saori Kido e dei suoi amici.
Nonostante la sua mole Aldebaran sembra avere un animo piuttosto sensibile: dalla serie animata di Hades riceve infatti un fiore da una bambina e rimane piuttosto impacciato, ma lo rivediamo nel suo tempio contemplare il fiore colpito da quel gesto.

## Armatura
La sacra armatura del Toro è la più imponente e massiccia delle dodici sacre armature d'oro. Con riflessi più scuri delle altre, è formata da un torso riccamente decorato che denota la muscolatura imponente del prescelto che la deve indossare (è l'unica che evidenzia addominali e pettorali, anche se nel manga vengono evidenziati i pettorali dell'armatura del leone), a evidenziare uno dei tratti più comuni del simbolo che rappresenta: il toro è infatti un animale decisamente imponente e muscoloso. Sulle spalle vi sono due enormi spalliere decorate da grossi spuntoni, presenti anche sui gambali e sui bracciali. Un enorme collare circonda il collo del cavaliere; l'elmo, decisamente caratteristico, richiama molto gli elmi ornamentali vichinghi, ed è formato da un casco centrale, decorato solo nella serie animata da una parte blu scuro con borchie d'oro, arricchito da due evidenti corni, uno dei quali verrà spezzato poi da Seiya.

## Biografia

### Manga classico

#### Episodio Zero-Saint Seiya Final Edition
Nell'edizione finale del manga di Saint Seiya la Saint Seiya Final Edition, Aldebaran appare brevemente anche nel capitolo Episodio 0, ambientato circa 13 anni prima degli eventi della battaglia alle 12 case dello zodiaco. Qui un giovanissimo Aldebaran del Toro con addosso l'armatura d'oro, è in cima al Santuario di Atena insieme agl'altri 11 Gold Saint, è viene inviato dal Gran Sacerdote Shion, in un viaggio intorno al mondo in modo che Aldebaran faccia esperienza, poiché i Gold Saint essendo molto giovani hanno poca esperienza, è così Aldebaran parte per questo lungo viaggio in giro per il mondo.

#### Santuario
Appare in assoluto per la prima volta nella corsa alle dodici Case all'interno del proprio tempio, nel quale sarà il primo nemico ad affrontare Seiya. Lo stesso cavaliere di bronzo cerca di distrarre con il suo Pegasus Ryuseiken il cavaliere d'oro cercando di fare passare oltre i compagni, ma Aldebaran ignora completamente l'attacco e atterra immediatamente Shiryu, Shun e Hyoga, lasciandoli privi di sensi. Nello scontro con Seiya, unico superstite, si trova facilmente in vantaggio e con pochi colpi lo mette in difficoltà per poi schiacciarlo a terra con la sua grossa mole. Creduto morto il rivale si appresta contrariato a eliminare gli altri privi di sensi, ma in quel momento Seiya, ripresosi dallo stato d'incoscienza e ricordati degli allenamenti fatti con la spada in passato con Marin, ritrova la forza dentro di sé e torna a lottare. Aldebaran sembra opporsi a Seiya più convintamente, in realtà resta molto sorpreso dalle doti del ragazzo e dai suoi intenti nobili, decidendo di metterlo alla prova. Accortosi della costante crescita del cavaliere di bronzo in combattimento accetta la sfida di Seiya che gli promette di staccargli uno dei corni d'oro, assicurandogli che se dovesse riuscire nell'impresa gli lascerebbe passare il proprio tempio. Seiya riesce a spezzare la posizione di difesa e attacco congiunti del Cavaliere d'Oro e, acquisito il settimo senso, combatte alla pari con lui. Attaccandolo di sorpresa gli stacca con il taglio della mano il corno sinistro dell'elmo. A seguito di questo gesto Aldebaran, che inizialmente sembra furioso, scoppia in una fragorosa risata e lascia passare Seiya e i suoi compagni, accorsi dopo essersi ripresi.
Aldebaran riappare successivamente davanti al suo tempio dove viene raggiunto da Mu, che gli chiede perché abbia lasciato passare i cavalieri di bronzo. In un primo tempo il Cavaliere del Toro cerca di mascherare i suoi intenti e di fare credere all'amico di essere stato realmente sconfitto, ma quando Mu lo incalza sostenendo che avrebbe potuto fare un "lago di sangue" se solo avesse voluto Aldebaran ammette di avere voluto semplicemente mettere alla prova gli avversari per dare conferma ai forti dubbi che nutre sulla figura del Gran Sacerdote, in particolare dopo avere sentito voci che lo indicano come responsabile di uccisioni nel Santuario.

#### Poseidon
Aldebaran appare all'inizio della saga di Poseidon, mostrandosi ad Atena nell'ospedale dove la stessa sta accudendo i protagonisti in coma dopo le vicende del Santuario con l'intento di proteggere lei e i ragazzi. Affronta quindi il Generale degli Abissi Sorrento di Siren, giunto per uccidere i cavalieri di bronzo. Aldebaran colpisce Sorrento con la sua tecnica "Great Horn" che si rivela inutile contro il Generale Marino che utilizza la sua melodia "Dead end Simphony" in modo da ridurre la forza del cavaliere d'oro all'uno per cento, poi Sorrento con un attacco prova a decapitare Aldebaran, che si salva per un soffio; quest'ultimo, dopo avere capito la situazione, fa un atto disperato e si rompe i timpani con le dita in modo da non ascoltare più la melodia del nemico. Questo gesto si rivelerà inutile, in quanto la melodia del Generale ha il potere di arrivare direttamente al cervello e quindi Sorrento è prossimo alla vittoria e sembra avere la meglio sul Cavaliere d'Oro, apparentemente ridotto in polvere dal suo successivo attacco, ma in un flashback successivo Sorrento racconta che in realtà Aldebaran si era salvato grazie al cloth del Toro che si era staccato dal corpo di Aldebaran e aveva protetto il cavaliere sottoforma di Totem, facendoli schudo al colpo di Sorrento. Proprio in quel momento giunge Atena che gli ordina di cessare l'ostilità e di essere condotta al Santuario di Poseidone.Aldebaran poi ricompare nel momento in cui i Cavalieri d'Oro discutono se intervenire o meno nella battaglia contro i Generali degli Abissi.

#### Saga di Hades
Durante la serie di Hades, mentre era intento a meditare su un fiore donatogli da una ragazzina, viene attaccato dallo Specter Niobe di Deep che, approfittando della sordità di quest'ultimo (causata nello scontro con Sorrento nel manga), lo colpisce e lo uccide. Prima di morire, però, Aldebaran riesce a lanciare il Great Horn sull'avversario, che morirà poco dopo, e, inoltre, fa in modo che una parte del cosmo nella sua armatura possa avvertire un eventuale amico del pericolo nascosto che si cela nel suo tempio.
Il suo spirito ritornerà per sacrificarsi alla Giudecca (quartier generale di Hades nell'oltretomba) con gli altri dodici Cavalieri d'Oro, unendo i loro dodici cosmi nella freccia del Sagittario creeranno un colpo simile alla luce del sole che è assente nel regno dei morti, è ciò creerà un varco nell'impenetrabile Muro del Pianto che divide Inferno da Elisio.

### Serie animata classica
Le vicende che riguardano Aldebaran sono forse quelle che hanno subito più variazioni nella trasposizione da manga a serie animata riguardanti un cavaliere d'Oro.
Lo scontro con i Cavalieri di Bronzo al Santuario si svolge sostanzialmente nello stesso modo, ma Aldebaran non ha inizialmente dubbi e smette di lottare seriamente solo quando percepisce un cosmo molto potente che aiuta e protegge Seiya. Seiya spezza spontaneamente il corno del suo elmo e Aldebaran decide di farlo passare più per stupore che per promessa. Mentre nel manga fa passare tutti i protagonisti nell'anime si oppone brevemente anche agli altri tre cavalieri, sostenendo che devono meritarsi di passare la casa, in realtà per metterli alla prova e convincersi dei propri dubbi. Nonostante i tre Cavalieri di Bronzo combattano unendo le loro forze riescono soltanto a costringerlo a spezzare la sua posizione di difesa, congelandogli per breve tempo le braccia, ma convincendolo a farli passare. Mentre concede loro il diritto di passare la sua casa Aldebaran li mette in guardia sul fanatismo di alcuni Cavalieri d'Oro e sulle insidie che incontreranno. Riflette poi da solo sul fatto che il Grande Sacerdote abbia compiuto un errore di valutazione, ritenendo Seiya e compagni degni delle armature che indossano, al contrario di quanto gli era stato riferito.
Il dialogo con Mu si svolge in maniera similare, ma Aldebaran non dice a Mu di avere fatto passare i protagonisti perché dubbioso del Grande Sacerdote (che ritiene eventualmente solo in errore sui protagonisti e i loro intenti), quanto perché turbato dalla presenza di un cosmo superiore durante la battaglia con Seiya e perché colpito dalla tenacia e dai poteri del ragazzo. È Mu e non Aldebaran a parlare delle stragi avvenute nel Santuario e a insidiare dubbi nella mente dell'amico, rivelandogli poi che la presenza che ha sentito durante il combattimento era quella della dea Atena che proteggeva Seiya.
Nel resto della corsa alle Dodici Case Aldebaran riappare in qualche scena sporadica nella quale medita o viene sorpreso dalla risonanza delle armature d'oro nonché, infine, quando sale alle stanze di Arles assieme ai reduci cavalieri d'oro con Saori per fermare Saga.
Manga e anime differicono nettamente nella saga di Poseidone e in quella filler di Asgard. Aldebaran dona infatti il suo sangue per rigenerare l'armatura di Shun, mentre nel manga non è presente in quanto partito per proteggere Atena. L'armatura di Andromeda nel manga è rigenerata dal sangue di Shaka.
Nell'anime non c'è lo scontro con Sorrento (il suo posto viene preso da Siegfried, che combatte in maniera similare rompendosi i timpani), ma viene invece attaccato dal Cavaliere di Asgard Syd che riesce a coglierlo di sorpresa alle spalle e ad atterrarlo. In realtà, in un momento successivo, Aldebaran in un ospedale racconterà a Marin, in modo che possa mettere in guardia i Cavalieri di Bronzo, di avere evitato facilmente l'attacco violento dell'avversario ma di essere stato poi atterrato da una sorta di ombra, che si rivelerà poi essere Bud, fratello gemello di Syd. In seguito, sempre nell'anime, ripresosi dall'attacco di Syd e Bud, appare nel momento in cui i Cavalieri d'Oro discutono su un loro eventuale intervento in sostegno dei Cavalieri di Bronzo.
Nella serie di Hades la trasposizione animata è fedele al manga e viene soltanto aggiunto il flashback dove una bambina gli dona un fiore.

### Saint Seiya Next Dimension
In Saint Seiya Next Dimension, sequel del manga originale di Saint Seiya, Aldebaran appare insieme gl'altri 11 Cavalieri d'oro, in una sequenza, dove sotto forma di spirito(essendo morto nella saga di Hades), aiuta Atena a uscire da una distorsione spazio-temporale.

### Episode G
Aldebaran, nel manga prequel Episode G, appare sin dal primo volume (secondo nell'edizione italiana) dove insieme agli cavalieri d'oro affronta i Titani, risvegliati dal dio Ponto e comandati da Crono. Dopo essere apparso per la prima volta durante il Chrysos Synagein, Aldebaran accompagna Aiolia e Lythos in Jamir da Mu, in modo da riparare l'armatura del Cavaliere del Leone, dimostrando di conoscere da tempo il Cavaliere dell'Ariete.
Dopo avere aiutato Mu a riparare la sua torre dai danni causati dall'attacco del Titano Giapeto, Aldebaran viene poi teletrasportato al Santuario dal Cavaliere dell'Ariete, in modo che possa giungere in aiuto di Aiolia e Shura del Capricorno, salvandoli dagli attacchi di Temi e Rea, sconfiggendo i serpenti, l'idra, e l'enorme bilancia evocati dalle dee..

Viene poi inviato nel Tartaro da Mur insieme a Camus dell'Acquario, Milo dello Scorpione e Shura del Capricorno per dare manforte ad Aiolia contro i Titani, in modo che possa salvare Lythos.

### Soul of Gold
Nella serie ONA Saint Seiya: Soul of Gold i Cavalieri d'Oro del XX secolo ritornano in vita dopo la distruzione del Muro del Pianto nei territori di Asgard, trasformati in Einherjar. Insieme ad Aiolia e i suoi compagni Gold Saint si scontreranno contro il dio nordico Loki per salvare Asgard e riusciranno a sconfiggerlo. In questa serie Aldebaran riuscirà a fare evolvere la sua Gold Cloth, in God Gold Cloth, cioè un'armatura divina.

### Altre apparizioni
Aldebaran del Toro compare nel film L'ultima battaglia, dove viene sconfitto dai demoni di Lucifero. Si rialza a fine lungometraggio con i compagni di pari rango per aiutare i protagonisti. Compare anche nel film Le porte del paradiso, in cui viene sigillato con gli altri Cavalieri d'Oro in un pilastro di pietra dagli dei dell'Olimpo per il ruolo che ha svolto negli eventi che hanno portato alla morte di Ade.

## Abilità

### Stile di combattimento
Il modo di combattere di Aldebaran si basa sulla sua enorme possenza e forza fisica, che non sono seconde a nessuno tra i Cavalieri di Atena. Inoltre egli riesce a coniugare perfettamente queste qualità con un'estrema agilità e un'incredibile velocità, grazie alla quale la potenza dei suoi attacchi risulta essere ancora più devastante.
La posizione da battaglia di Aldebaran, a braccia conserte, riunisce efficacemente attacco e difesa. La possibilità di colpire alla velocità della luce permette al Cavaliere di attaccare e riportarsi in posizione di difesa quasi istantaneamente, impedendo al suo avversario di capire dove indirizzerà i suoi colpi. Come notato da Seiya nel manga, questa forma di combattimento è stata ispirata a Kurumada dalla disciplina dello iaijutsu. Nella Taizen invece viene riportato dallo stesso autore che lo stile di combattimento del personaggio è riconducibile alla disciplina dello Iainuki (o Iaikiri), una disciplina con la spada simile a quella che compare nel flashback di Seiya. Il cavaliere ha inoltre mostrato, soltanto nel manga classico però, l'abilità di creare piccole illusioni: ciò avviene nello scontro con Sorrento di Siren, non presente nell'anime.
Aldebaran è uno dei Cavalieri d'oro più sfortunati a causa del copione della storia. Nonostante venga indicato da Mu dell'Ariete come il più potente tra i dodici Cavalieri d'oro e nonostante lo stesso Milo di Scorpio mostri una certa stima verso il cavaliere della seconda casa davanti ad Arles, chiedendogli il permesso di unirsi a un'eventuale lotta, egli viene sconfitto abbastanza facilmente in diverse occasioni. Da copione, infatti, verrà attaccato sempre di spalle, a volte anche da più cavalieri; nel caso di Sorrento, l'unico che affronta in battaglia aperta, invece si trova dinanzi forse al nemico più ostico per le caratteristiche del proprio modo di combattere. Da rilevare anche che nella saga di Hades il cavaliere non sente Niobe perché è sordo. 

### Attacchi
- Nell'anime/manga classico e fino alla serie di Hades Aldebaran mostra un solo colpo segreto, il Great Horn (グレート・ホーン?, Gurēto Hōn, letteralmente "Grande corno", nella versione italiana dell'anime semplicemente Per il Sacro Toro[3]) che consiste in una esplosione di energia cosmica indirizzata rivolgendo i palmi delle mani aperte contro il nemico, il quale viene così schiacciato dalla forza del colpo.[3] Di questo attacco Aldebaran può modificare intensità e forma, rendendolo devastante alla massima potenza, con la particolarità di unire offesa e difesa incrociando le braccia. In particolare la Taizen sostiene che a braccia conserte il colpo assume una potenza distruttiva ma più contenuta, mentre a braccia distese risulta essere devastante e la potenza raddoppia. Il Great Horn viene definito in Saint Seiya - Next Dimension - Myth of Hades, anche se lanciato dal suo predecessore Ox del Toro, un colpo così potente da ridurre l'avversario in polvere.[22]

Non sappiamo se il guerriero abbia altri attacchi da sferrare; nella serie Episode G(probabilmente non canonica) tuttavia si scopre un nuovo attacco del cavaliere d'oro del Toro, il "Braccio Possente". Tale attacco, che altro non è che un violentissimo colpo inferto con il braccio levato, viene usato da Aldebaran per sconfiggere i serpenti di pietra evocati dalla Titanide Rea, desiderosa di uccidere Aiolia del Leone e Shura del Capricorno.

## Apparizioni in altri media
Aldebaran fa brevi apparizioni negli ultimi due film dedicati alla serie: nel quarto appare all'inizio dove viene sconfitto dai demoni di Lucifero, mentre nel quinto Le porte del paradiso lo si vede venire sigillato assieme agli altri Cavalieri d'Oro in un pilastro di pietra dagli dei dell'Olimpo per il ruolo che ha svolto negli eventi che hanno portato alla morte di Ade.

In I Cavalieri dello zodiaco - La leggenda del Grande Tempio Aldebaran diverge soltanto nell'aspetto: l'armatura, oltre a essere oro, è decorata con motivi verdi e rossi e presenta degli spallacci raffiguranti delle teste di toro; le corna dell'elmo sono rivolte in avanti e ondulate, così come le due enormi presenti dietro la schiena; indossa un corto e largo mantello rosso bordato oro, che ricorda una muleta; in combattimento il volto viene ricoperto da una maschera aurea. Esattamente come nel manga sfida Seiya finché il ragazzo non gli spezza un corno dell'armatura, permettendo poi al gruppo di passare attraverso la Casa del Toro. Combatterà insieme ai restanti Cavalieri d'oro contro una statua del dio egizio Anubi, animata da Saga. Dopo la sconfitta del Cavaliere dei Gemelli, sarà al fianco di Atena insieme agli altri Cavalieri d'oro.

L'immagine di Aldebaran e la sua armatura appaiono nei vari prodotti di merchandising, come card e modellini (esempio quelli della serie Myth Cloth), basati sulla sua versione della "serie classica". Il personaggio appare anche come PG nei videogiochi della serie per PlayStation 2 e PlayStation 3.
Aldebaran appare in un cameo in Saint Seiya Next Dimension, sequel del manga originale di Saint Seiya, dove sotto forma di spirito aiuta Atena a uscire da una distorsione spazio-temporale.

## Errori e curiosità
- Nel manga, durante l'attacco degli Specter al Santuario, Aldebaran è sordo in quanto, per contrastare Sorrento, si era rotto i timpani.[11] Nell'anime questa caratteristica è inesistente, in quanto lo scontro con Sorrento non è mai apparso nella serie animata, venendo sostituito con quello tra Aldebaran contro Syd e Bud.[16] Questo, quindi, non fa capire agli spettatori come nell'anime Aldebaran non si accorga della presenza di Niobe durante la serie Hades.[7]
- Nella prima puntata della saga di Asgard un errore di doppiaggio vuole Aldebaran alla prima casa invece che alla seconda[16]: lo stesso errore è nelle ultime puntate dell'anime della prima serie, quando il doppio di Arles fa la medesima osservazione. Nel primo caso è possibile che ci si riferisse alla prima casa occupata, essendo la casa dell'Ariete solitamente disabitata.
- Sempre nella serie animata, durante lo scontro con Seiya, Aldebaran dice tra sé e sé di avere portato un Great Horn alla massima potenza.[3] Quest'affermazione viene smentita in seguito sia dal dialogo tra Aldebaran e Mu, sia dall'episodio di Hades nel quale con il colpo alla massima potenza provoca un colpo ritardato devastante nei confronti di Niobe.[7]
- Nei primi storici modellini Bandai e nelle repliche prodotte anni dopo, Aldebaran ha inspiegabilmente capelli e occhi di colore arancione intenso: questo è abbastanza curioso dato che sono viola, blu o marroni scuri a seconda delle puntate nell'anime e biondi e lunghi nel manga.

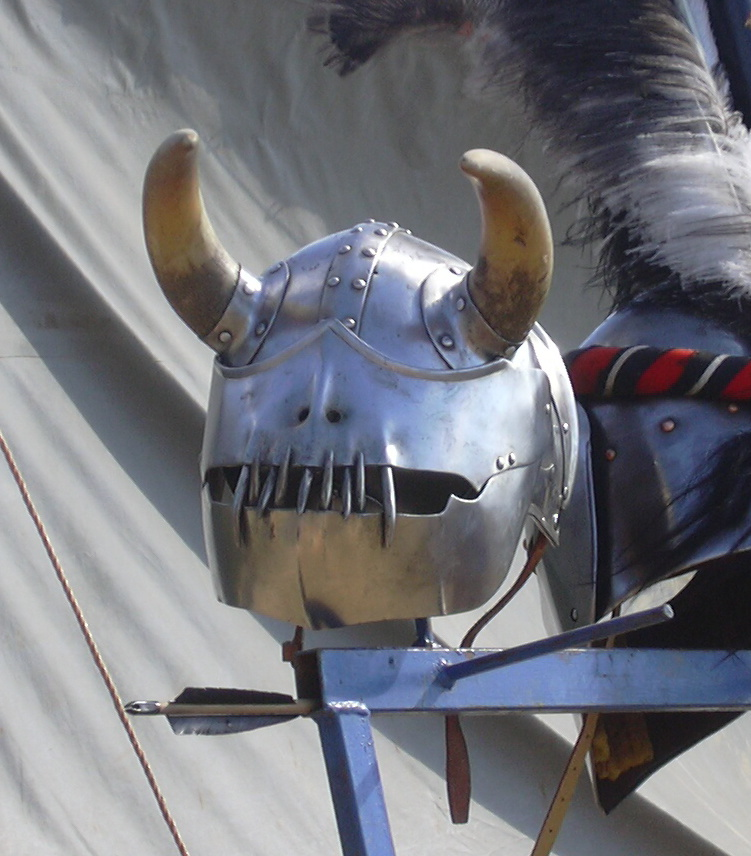
Un elmo medievale dotato di corna, molto simile all'elmo dell'armatura del Toro

- Nel manga, durante la saga di Hades, Niobe compare di fronte a Mu dopo avere completamente distrutto l'armatura di Aldebaran. L'armatura poi ritornerà perfettamente integra al Muro del Pianto. Nell'anime (terzo OAV di Hades) Niobe si limita invece a fare saltare in aria i vari pezzi, scomponendo l'armatura senza danneggiarla.
- Nello scontro con Seiya alle Dodici Case c'è una importante differenza tra l'edizione italiana dell'anime e il manga, dato che nella serie animata il Cavaliere di Bronzo spezza spontaneamente il corno dell'elmo del Toro, mentre nel manga lo spezza in quanto Aldebaran gli promette di cedergli il passo nel caso Seiya riesca a fare una cosa del genere.[3] L'episodio è molto più lineare nella versione a fumetto, dato che per giustificare il gesto nell'anime si ricorre a giustificazioni strampalate, come il fatto che Aldebaran abbia tutto il suo potere nei corni.[3], mentre il potere di un Cavaliere si misura dal cosmo.
- Kurumada aveva disegnato il personaggio con lunghi e folti capelli biondi, ma durante la trasposizione nell'anime si decise di farglieli corti e scuri per evitare l'eccessivo uso del giallo (l'unico rimasto biondo dei personaggi è infatti Shaka, oltre a Aioria che però li ha di una tonalità più scura). Nell'OAV di Hades si è scelto di utilizzare i capelli lunghi come nel manga, ma sempre scuri (sono violacei).
- Nell'anime, durante l'attacco di Syd, il cavaliere fa cadere l'elmo di Toro a terra che si frantuma in mille pezzi come fosse di vetro.[16] Tuttavia, in episodi successivi, l'elmo riappare assurdamente integro, ma con il corno ancora spezzato. L'episodio è comunque assurdo perché le armature d'oro in più passi di manga e anime vengono definite praticamente indistruttibili e congelabili solo allo zero assoluto. Discorso ovviamente analogo per la rottura del corno dell'elmo da parte di Pegasus.
- L'immagine di Aldebaran e la sua armatura appaiono nei vari prodotti di merchandising, come card e modellini (esempio quelli della serie Myth Cloth), basati sulla sua versione "classica".
- Il personaggio appare anche come PG nei videogiochi della serie per PlayStation 2 e PlayStation 3 e PS4.
- Nel manga canonico sequel della serie classica Next Dimension il cavalierie d'oro del Toro del XVIII secolo di nome Ox assomiglia fisicamente ad Aldebaran, e anche le sue tecniche e il suo carattere sono molto simili.[24]
- Anche nel manga non canonico Lost Canvas, l'aspetto del precedente cavaliere del Toro, Rasgato, è simile ad Aldebaran.